# Jean-François Rivest
Jean-François Rivest est un chef d'orchestre et violoniste québécois.

## Biographie
Formé au Conservatoire de musique de Montréal et à la Juilliard School de New York, il a étudié notamment avec des violonistes comme Sonia Jelinkova, Ivan Galamian et Dorothy DeLay.
Depuis 1992, à l’Université de Montréal, il enseigne la direction d’orchestre et assure divers cours d’interprétation avancés. Il est le fondateur, directeur artistique et chef principal de l’Orchestre de l’Université de Montréal (OUM).
Il a été chef en résidence à l’Orchestre symphonique de Montréal (OSM) de 2006 à 2009, où il rencontre Kent Nagano, ainsi que directeur artistique de l’Orchestre symphonique de Laval de 1995 à 2006 et du Thirteen strings Ensemble d’Ottawa.
De 2009 à 2015, il a été directeur artistique du Centre d'arts Orford, près de Montréal.
En 2020, I Musici de Montréal annonce sa nomination comme conseiller musical et premier chef invité de l'ensemble, fonction qu'il commence à occuper en janvier 2021.
Il a enregistré plusieurs disques chez Analekta et ATMA Classique, tant comme chef d'orchestre que violoniste,.
Il est père de quatre enfants.

## Honneurs
- Premier prix, violon, Concours OSM, 1976
- Prix Félix 2001 pour le meilleur enregistrement
- Prix Opus 2011, pour son travail au centre d'arts Orford